# Montrouis
Montrouis este un oraș din vestul Haiti-ului. Montrouis este și una dintre plajele cele mai importante din punct de vedere turistic, aici aflânduse câteva hoteluri și servicii renumite. Orașul se află pe Cotes des Arcadins, una dintre zonele cele mai lungi cu nisib alb din Haiti.
Coordonatele aproximative sunt 18°57′2″N 72°42′16″V / 18.95056°N 72.70444°V.